# Országút
Országút ([ˈoɾsaːgˈuːt], en allemand : Landstrasse) est un quartier de Budapest situé dans le 2e arrondissement de Budapest en contrebas de Vár, au nord de Széll Kálmán tér.